# Niolam
Niolam (auch Aniolam) ist der offizielle Name der Hauptinsel der Lihir-Inseln. Sie wird daher häufiger auch Lihir genannt.  Alternativ wurde die Hauptinsel auch als Lir, Gardenijs, Gerrit Denys, Gerrit de Nijs, Garde Neys, Gerard de Nys, Isle du Bouchage oder Day (bzw. Dayinsel) bezeichnet. Die Insel liegt nördlich von Neuirland im Bismarck-Archipel und gehört zu Papua-Neuguineas Provinz New Ireland. Sie ist die größte Insel der Tabar-Lihir-Tanga-Feni-Inselkette. Nebeninseln von Niolam sind Mali, Mahur, Masahet und Sanambiet.

## Bevölkerung
Auf den vier Inseln der Lihir-Inselgruppe lebten im Dezember 2008 14.163 Lihirianer sowie 3.734 Menschen, die aus anderen Teilen Papua-Neuguineas oder aus dem Ausland auf die Inseln gekommen waren.

## Geografie
Die Vulkaninsel Niolam ist gebirgig, stark zerklüftet mit tief eingeschnittenen Tälern und steilen, dichtbewaldeten Hängen, vielen Flüssen und Wasserfällen, heißen Quellen und Fumarolen Sie ist mit üppigem tropischen Regenwald bedeckt, und fast vollständig von vorgelagerten Korallenriffen umsäumt. Es herrscht tropisches Klima mit starken Regenfällen (ca. 3000 mm/a) und einer Luftfeuchtigkeit von 80 %; die Lufttemperatur beträgt 20–30 °C. Die verschiedenen, einander überschneidenden Stratovulkane Luise, Kinami und Huniho erreichen eine Höhe von bis zu 700 m. Der jüngste Vulkan, Luise, hat eine elliptische, steilwandige, 5,5 km lange und 3,5 km breite Caldera. Der Innenraum ist mit zertrümmertem Gestein von den Calderawällen bedeckt. Die vulkanische Aktivität zeigt sich an heiße Quellen, kochenden Schlammtöpfen und Solfataren.
Niolam ist etwa 22 km lang und 14,5 km breit. Die Hauptorte sind Putput an der, durch die Caldera des erloschenen Vulkans Luise gebildeten, Bucht Luise Harbour und die Bergarbeitersiedlung Londolovit im Norden. Eine Ringstraße führt an der Küste entlang und verbindet die Dörfer rund um die Insel.

## Goldvorkommen und -abbau
Auf Niolam befindet sich eines der weltweit größten Goldvorkommen. Es wurde 1982 entdeckt und wurde ab 1997 zunächst von der Rio Tinto Group, ab Ende 2005 dann von der australischen Lihir Gold Ltd (größter Anteilseigner: NWQ Investment Management Company LLC und Merrill Lynch Investment Managers Group) ausgebeutet.
Nachtrag: Am 23. August 2010 stimmten die Anteilseigner einer Übernahme der australischen Newcrest Mining für 10 Mrd. AUD zu, das Goldvorkommen ist damit in den Besitz der Newcrest Mining Limited übergegangen, die damit zum weltweit fünftgrößtem Goldunternehmen wurde. Am 27. August 2010 wurde die gerichtliche Genehmigung der Regierung in Papua-Neuguinea zum Megadeal erwartet.
Die Ladolam genannte Lagerstätte, in der sich die bekannten Goldvorkommen befinden, liegt in der Luise-Caldera, an der Ostküste der Insel. In den Tagebauen Minifie und Lienetz werden zurzeit rund 75 kg Gold am Tag gewonnen. Nach wirtschaftlich abbaubaren Reserven gewertet (Ranking von Global Mining Research Alliance (GMRA)), steht die Mine mit 21,0 Millionen Unzen an fünfte Stelle unter den weltgrößten Goldminen hinter Grasberg (83,5 Millionen Unzen), South Deep/Western Areas (29,3 Millionen Unzen), Newmont Nevada Mines (24,3 Millionen Unzen), Driefontein (23,4 Millionen Unzen) und vor Yanacocha (18,9 Millionen Unzen).
Ladolam ist das größte epithermale Goldvorkommen mit dem höchsten Goldgehalt der Welt. Solche Goldvorkommen entstehen, wenn in vulkanischen Zonen Regenwasser in den Untergrund eindringt, sich dort erwärmt, die als Spurenelemente im Gestein vorkommenden Edelmetalle herauslöst und an die Oberfläche transportiert.
Die Infrastruktur der Insel wurde entsprechend der bergbaulichen Nutzung ausgebaut. Geothermische Kraftwerke mit einer Leistung von 56 MW liefern 75 % des für die Goldgewinnung benötigten elektrischen Stroms. Ein Hafen mit Kaianlagen entstand in Putput, in Londolovit befinden sich ein Flugplatz, ein medizinisches Zentrum, zwei Supermärkte, Poststation, Bank und Apotheke.
Im Dezember 2008 waren auf Niolam 2079 Menschen beschäftigt, davon 746 Lihirianer und 1333 Papua-Neuguineer sowie Angehörige anderer Nationalitäten.
Durch den Ausbau der Infrastruktur auf der Insel zur Erschließung der Bodenschätze kommt es bei der indigenen Bevölkerung zur Wiederbelebung eines Cargo-Kultes, der Hoffnungen, aber auch Enttäuschungen über die Folgen der Modernisierung ausdrückt.
Der Goldabbau auf Niolam steht bei Umweltschützern wegen der befürchteten ökologischen Auswirkungen des Bergbaus vor allem auf die Meeresumwelt in heftiger Kritik.